# Открито първенство по шахмат на Дубай
Откритото първенство по шахмат на Дубай, известно накратко като Дубай Оупън или Купата на Шейх Рашид Бин Хамдан, е ежегоден отворен шахматен турнир, провеждащ се в Обединените арабски емирства. Организира се от Дубайския шахматен и културен клуб от 1999 година с цел представяне на млади таланти в ОАЕ. Турнирът се провежда всяка година през април в девет кръга по правилата на швейцарската система. Откритото първенство по шах на Дубай днес е един от най-известните и най-силните отворени турнири в света.

## Известни играчи
Турнирът също е известен с това, че е привлякъл много млади талантливи играчи, включително бъдещия  световен шампион Магнус Карлсен, който спечелва последната си норма за гросмайстор с резервен кръг през 2004 г., което го направи най-младият гросмайстор в света по това време и третият най-млад гросмайстор в история на възраст 13 години, четири месеца и 27 дни. Сред другите забележителни младежи, които украсяват турнира, е Шахрияр Мамедяров от Азербайджан, който печели турнира през 2004 г. само две седмици след като отпразнува 19-ия си рожден ден, пред 138 играчи, включително 39 гросмайстори и 23 международни майстори. Китайският шахматист Уанг Хао отпразнува своя 16-ти рожден ден по време на седмото издание на турнира през 2005 г. и спечелва шампионската титла като играч без титла пред 53 гросмайстори и 30 международни майстори. Уесли Со печели първия си голям международен турнир, когато оглавява Дубай Оупън през април 2008 г., само няколко месеца преди да навърши 15 години. Уесли Со е най-младият гросмайстор в света, когато печели турнира, и той е най-младият шампион в неговата история.

## Победители
| №  | Година | Победител            |
| -- | ------ | -------------------- |
| 1  | 1999   | Владимир Акопян      |
| 2  | 2000   | Александър Граф      |
| 3  | 2001   | Карен Асрян          |
| 4  | 2002   | Александър Голощапов |
| 5  | 2003   | Баадур Джобава       |
| 6  | 2004   | Шахрияр Мамедяров    |
| 7  | 2005   | Уан Хао              |
| 8  | 2006   | Сергей Федорчук      |
| 9  | 2007   | Леван Панцулая       |
| 10 | 2008   | Уесли Со             |
| 11 | 2009   | Тигран Котанджян     |
| 12 | 2010   | Едуардо Итурисага    |
| 13 | 2011   | Абхиджит Гупта       |
| 14 | 2012   | Ни Хуа               |
| 15 | 2013   | Александър Рахманов  |
| 16 | 2014   | Ромен Едуар          |
| 17 | 2015   | Драган Шолак         |
| 18 | 2016   | Гавейн Джонс         |
| 19 | 2017   | Гавейн Джонс         |
| 20 | 2018   | Диего Флорес         |
| 21 | 2019   | Максим Матлаков      |
| 22 | 2022   | Аравинд Читамбарам   |
| 23 | 2023   | Аравинд Читамбарам   |
| 24 | 2024   | Магомед Мурадли      |